# 虛幻之境
虛幻之境（拉丁語：Insomnium）是芬蘭的旋律死亡金屬樂團。他們的音樂主題通常圍繞在黑暗、悲傷、失落、痛苦和大自然。 雖然主要被歸類為旋律死亡金屬，但他們的作品也具有毀滅金屬、前衛金屬、芬蘭民俗音樂和前衛搖滾的特點。

## 成員列表

### 現任成員
- 尼洛·塞韦宁（英语：Niilo Sevänen） – 貝斯、主唱（1997年至今）
- 维勒·弗里曼（英语：Ville Friman） – 吉他（1997年至今）、主唱（2011年至今）
- 马尔库斯·万哈拉（英语：Markus Vanhala） – 鼓（1997年至今）
- 马尔库斯·希尔沃宁（英语：Markus Hirvonen） – 吉他（2011年至今）

### 離任成員
- 塔帕尼·佩索宁（英语：Tapani Pesonen） – 鼓、吉他（1997 - 1998年）
- 蒂莫·帕尔塔宁（英语：Timo Partanen） – 吉他（1998 - 2001年）
- 维勒·万尼（英语：Ville Vänni） – 吉他（2001 - 2011年）

## 作品列表
| 2002                   | In the Halls of Awaiting - 發行：2002年4月30日 - 廠牌：燭光唱片      | — | —  |
| 2004                   | Since the Day It All Came Down - 發行：2004年4月5日 - 廠牌：燭光唱片 | — | —  |
| 2006                   | Above the Weeping World - 發行：2006年8月9日 - 廠牌：燭光唱片        | 9 | —  |
| 2009                   | Across the Dark - 發行：2009年9月7日 - 廠牌：燭光唱片                | 5 | —  |
| 2011                   | One for Sorrow - 發行：2011年10月17日 - 廠牌：世紀媒體唱片           | 6 | 95 |
| 2014                   | Shadows of the Dying Sun - 發行：2014年4月28日 - 廠牌：世紀媒體唱片  | 2 | 18 |
| 2016                   | Winter's Gate - 發行：2016年9月23日 - 廠牌：世紀媒體唱片             | 1 | 19 |
| "—" 表示沒有排行榜數據 |                                                                      |   |    |

| 年份 | 單曲資訊                                                         |
| ---- | ---------------------------------------------------------------- |
| 2009 | Where the Last Wave Broke - 發行：2009年8月24日 - 廠牌：燭光唱片 |
| 2011 | Weather the Storm - 發行：2011年4月25日 - 廠牌：世紀媒體唱片     |
| 2013 | Ephemeral - 發行：2013年9月23日 - 廠牌：世紀媒體唱片             |
| 2014 | While We Sleep - 發行：2014年4月8日 - 廠牌：世紀媒體唱片         |

### 試聽帶
- Demo 1999 (1999)
- Underneath the Moonlit Waves (2000)

## 外部連結
- 官方网站